# Dekeyseria pulcher
Dekeyseria pulcher es una especie de peces de la familia Loricariidae en el orden de los Siluriformes.

## Morfología
• Los machos pueden llegar alcanzar los 10 cm de longitud total.

## Alimentación
Come algas.

## Hábitat
Es un pez de agua dulce y de clima tropical (24 °C-28 °C).

## Distribución geográfica
Se encuentran en Sudamérica:  cuenca del Canal Casiquiare y ríos Orinoco y  Negro.